# Softly
「Softly」（ソフトリー）は、2007年2月14日にリリースされたリア・ディゾンのデビューシングル。発売元はビクターエンタテインメント。

## 解説
- 2007年2月14日にリリース。通常盤と初回限定盤では収録曲が一部違う。初回盤にはビデオクリップ映像を収録したDVDが同梱されている他、ダウンロード限定配信されていた「Fever」がボーナストラックとして初CD化収録されている。
- 通常盤のみに収録されている「Without Your Love」はアルバム『Destiny Line』には未収録となっている。
- 初回限定盤のみに収録されている「Fever」はカイリー・ミノーグのカバー曲。

## 収録曲

### 通常盤
1. Softly
  - 作詞：岡嶋かな多 / 作曲・編曲：野井洋児

テレビ東京「うぇぶたま」エンディング・テーマ
2. Everything Anything
  - 作詞：路川ひまり / 作曲・編曲：田中直
3. Without Your Love
  - 作詞：リア・ディゾン & 枝村麻衣子 / 作曲・編曲：鈴木裕明

### 初回限定盤
DISC1(CD)
1. Softly
2. Everything Anything
3. Fever
  - 作詞・作曲：Gregory Fitzgerald,Nichols Thomas & Mark Hammer / 編曲：Jeff Miyahara

DISC2(DVD)
1. Softly <Video Clip>
2. Everything Anything <Video Clip>